# Johanna Westerdijkplein(tje)

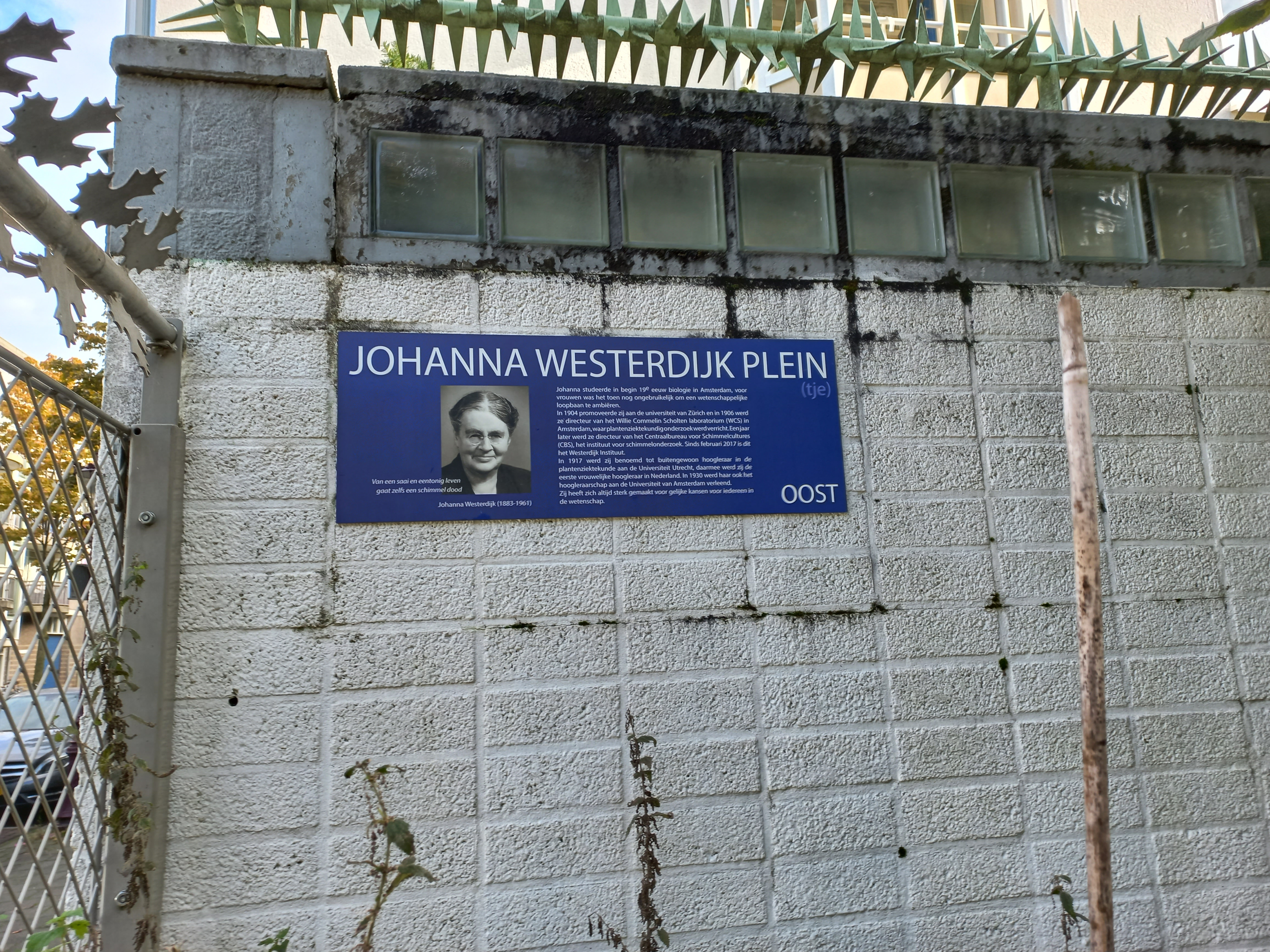
Naambord (oktober 2023)

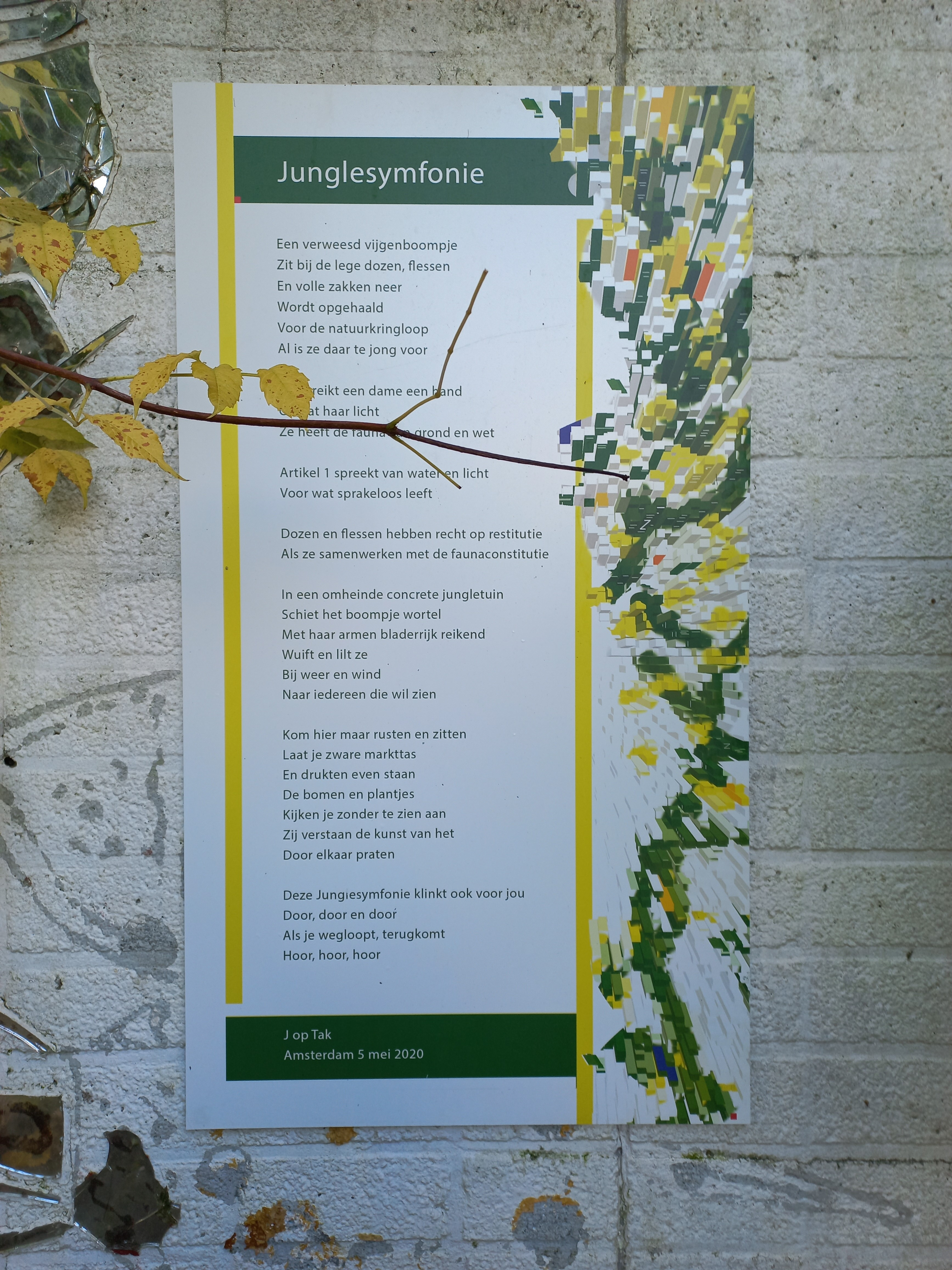
Junglesymfonie van Op Tak (oktober 2023)

Johanna Westerdijkplein(tje) is een plein annex plantsoen in Amsterdam-Oost.
Het plein ontstond tijdens een grootscheepse sanering en herinrichting van de Dapperbuurt, rond de Dappermarkt. Met name de bebouwing aan de Pieter Nieuwlandstraat had het zwaar; bijna alles verdween om plaats te maken voor nieuwbouw. Daarbij ontstond tegenover een in 1985 gebouwde lagere school een inham tussen de bebouwing. De loze ruimte trok vandalen aan etc. Het werd daarop beschermd door een hekwerk. Bij diverse pogingen het een beter en opgeruimder aanzien te geven werd geopperd de open ruimte te vernoemen naar Johanna Westerdijk. Reden daarvoor is dat het plein aan het eind van de Johanna Westerdijkstraat ligt, daar waar die de Pieter Nieuwlandstraat kruist. 
Een plaquette annex straatnaambord geeft naast een foto van Westerdijk een korte levensbeschrijving. Dat het geen officiële naam van het plein weergeeft blijkt uit de toevoeging aan de hoofdregel Johanna Westerdijk Plein(tje).
Het pleintje staat vol met artistieke kunstwerken in allerlei soorten en maten: 
- het tegeltableau Bomen, bloemen en planten in vier jaargetijden van Rick Paauw uit 2000 (achterwand)
- een groen/witte muurschildering met uitbundig plantenwerk (zijwand)
- een hekwerk met borduurpatronen (voor)
- gedicht Junglesymfonie van vrijwilliger J. op Tak, Amsterdam, 5 mei 2020 naar aanleiding van een geplante vijgenboom, die bij grofvuil was gevonden (achterwand)[1]
- een fleurig beschilderde lantaarnpaal.